# Altroză
Altroza este o monozaharidă de tip aldoză (mai exact o aldohexoză) și are formula moleculară C6H12O6.  
Forma D nu se găsește în natură. L-altroza a fost identificată în bacteria Butyrivibrio fibrisolvens. Este un epimer c-3 al manozei.

Proiecțiile Haworth pentru diverse forme de D-altroză